# Brunetto Latini
Brunetto Latini (Florence, v. 1220 - 1294), dit aussi Brunet Latin en français, fut notaire, philosophe et chancelier de la République florentine au XIIIe siècle.

## Biographie
Brunetto Latini est un personnage clé de la pensée politique humaniste du Moyen Âge « central ». Il évolue dans un milieu intellectuel laïc dont l'essor est dû à la consolidation d'une sphère politique autonome au sein de la cité. L'ouverture progressive du pouvoir à un spectre étendu de citoyens aboutit à un changement dans la pratique politique quotidienne. La bourgeoisie florentine, artisane d'une croissance économique sans précédent, établit de nouvelles règles du jeu politique et entend les légitimer devant les principaux acteurs politiques de l'Europe médiévale. Brunetto Latini intervient dans ce processus en apportant un corpus théorique à la fragile république florentine, qui établit les bases éthiques et pratiques du vivere civile,.

## Activité politique

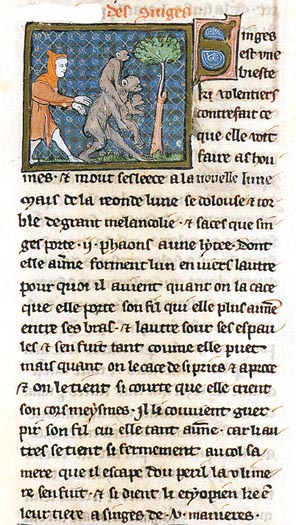
Li livres dou trésor livre I, article du bestiaire décrivant le singe

En l'an 1254 apparaissent les premières signatures du notaire « Ser Brunectus Bonacorsi Latinus » dans les principaux documents diplomatiques florentins de l'époque, tels que le traité de paix avec Sienne ou avec la partie guelfe d'Arezzo,.
À l'approche de la guerre entre la Sienne gibeline alliée avec Manfred Ier de Sicile et la Florence guelfe, Brunetto Latini est chargé par le conseil des anziani d'établir une ambassade auprès du roi Alphonse X de Castille. La médiation diplomatique n'aboutissant à rien, sur le chemin du retour Brunetto Latini apprend que Florence a perdu la bataille de Montaperti, livrée le 4 septembre 1260. Le diplomate florentin se voit donc condamné à l'exil et s'installe en France,.
Il séjourne à Montpellier, Arras et Bar-sur-Aube. Certains historiens pensent qu'il donne des conférences à la Sorbonne. Pendant six ans Brunetto Latini s'adonne à l'étude. Il lit Cicéron, Aristote, Salluste, Martin de Braga, Vincent de Beauvais et le Roman de la Rose de Guillaume de Lorris. L'étude ne l'empêche pas de s'organiser avec la communauté de Florentins guelfes exilés en France et d'établir des contacts avec Charles d'Anjou afin de préparer le retour à Florence. Il lui dédie Li livres dou trésor, une encyclopédie de trois volumes écrite en picard qui compile à peu près toutes les connaissances que l'époque pouvait acquérir grâce aux premiers foyers de studia humanitatis en Italie du nord, à Chartres, à Tolède ou en Sicile. Il y expose surtout les fondements de la théorie politique républicaine florentine. Il écrit un poème allégorique et didactique, le Tesoretto qui résume les connaissances de l'école de Chartres à travers son accidentelle ascension vers l'au-delà. Il rédige aussi un traité de rhétorique, Rettorica, qui traduit et commente amplement le De Inventione de Cicéron,.
En 1266, la pression des Guelfes (notamment celles des puissants banquiers florentins) porte ses fruits. La victoire de Charles d'Anjou à Bénévent « libère » Florence qui voit ses institutions démocratiques à nouveau rétablies. Brunetto Latini y mène une activité politique intense, nommé protonotaire de la maison angevine en Toscane. À partir de 1272, sa signature apparaît comme celle du chancelier de Florence. L'historien Demetrio Marzi le remémore comme le premier des grands chanceliers florentins tels que Coluccio Salutati, Leonardo Bruni ou Niccolò Machiavelli. Il mène une large politique de conciliation en signant la paix avec Gênes, Lucques et Pise tout en prenant ses distances avec le despotisme de Charles d'Anjou. Ce dernier suscite en effet des craintes quant à son pouvoir grandissant en Europe. Il établit d'intenses contacts diplomatiques avec la couronne d'Aragon et l'historienne Julia Bolton-Holloway pense qu'il fut impliqué dans l'insurrection palermitaine des Vêpres du 31 mars 1282,.

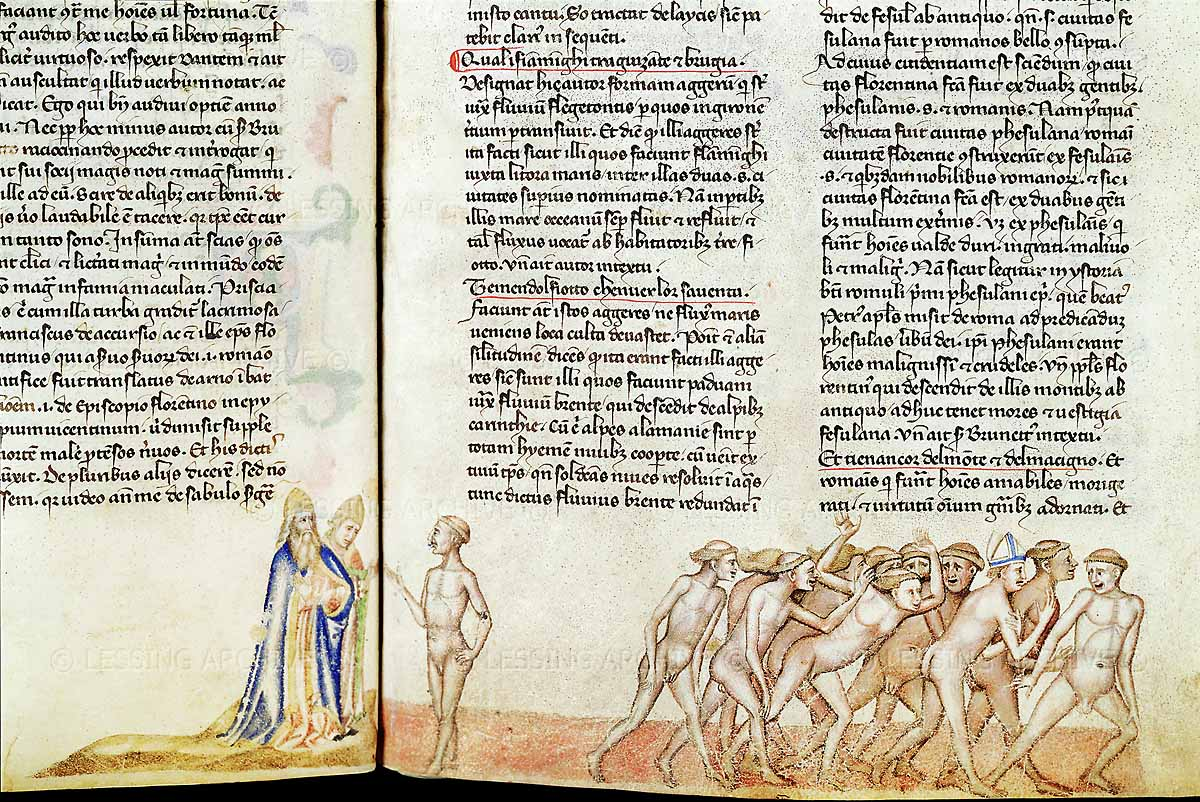
Dante et Virgile font un entretien avec Latini parmi les sodomites, image tirée du commentaire Guido da Pisa sur la Commedia, circa 1345.

Les dernières années de Brunetto Latini sont probablement consacrées à l'enseignement. Dante Alighieri lui dédie le chant XV de l'Enfer de la Divine Comédie et rend un vibrant hommage à celui qu'il reconnaît, aux côtés de Virgile, comme son maître. Il enseigne aussi au poète et ami de Dante, Guido Cavalcanti. L'historien Giovanni Villani écrivait au XIVe siècle que Brunetto Latini était un « ... grand philosophe, et fut un maître notoire en rhétorique, tant pour ce qui est de la bonne diction que de la bonne écriture. Et il fut celui qui maria la rhétorique de Tulles (ndt: Cicéron), et fit le bon et utile livre appelé Trésor et le Tesoretto, qui est la Clé du Trésor, et d'autres livres de philosophie, sur les vices et les vertus, et il fut chancelier de notre ville. C'était une personne mondaine, mais nous avions mentionné auparavant qu'il fut l'initiateur et le maître de l'instruction des Florentins, il les fit connaisseurs de l'art de bien parler et de bien gouverner notre république selon la politique,. »

## Pensée politique
Brunetto Latini est le grand vulgarisateur florentin qui offre à la plèbe l'accès à des connaissances jusqu'alors réservées à une élite jalouse. Il est le premier à vulgariser l'Éthique à Nicomaque d'Aristote, le De Inventione et trois oraisons de Cicéron. Ces traductions ne sont pas innocentes, elles forment l'engagement républicain dont il est le principal idéologue à Florence.
Brunetto Latini élabore dans li livres dou trésor une philosophie laïque qui place le langage comme lieu privilégié de l'action politique. Ainsi, reprenant la théorie de Cicéron, Brunetto considère la rhétorique, la science du bien dire, comme science civile. Le fonctionnement de la cité dépend donc de la façon dont les citoyens font usage de la parole. Un usage irréfléchi de la parole suscite trop souvent la discorde civile, tandis qu'un usage prudent et conciliateur permet d'agir dans la sphère politique sans devoir recourir à la violence. Le vulgaire, qui deviendra notamment grâce à l'impulsion de son disciple Dante, un langage à la fois philosophique, poétique et politique, doit permettre de créer la cohésion sociale nécessaire à la paix civile,.

## Textes en ligne

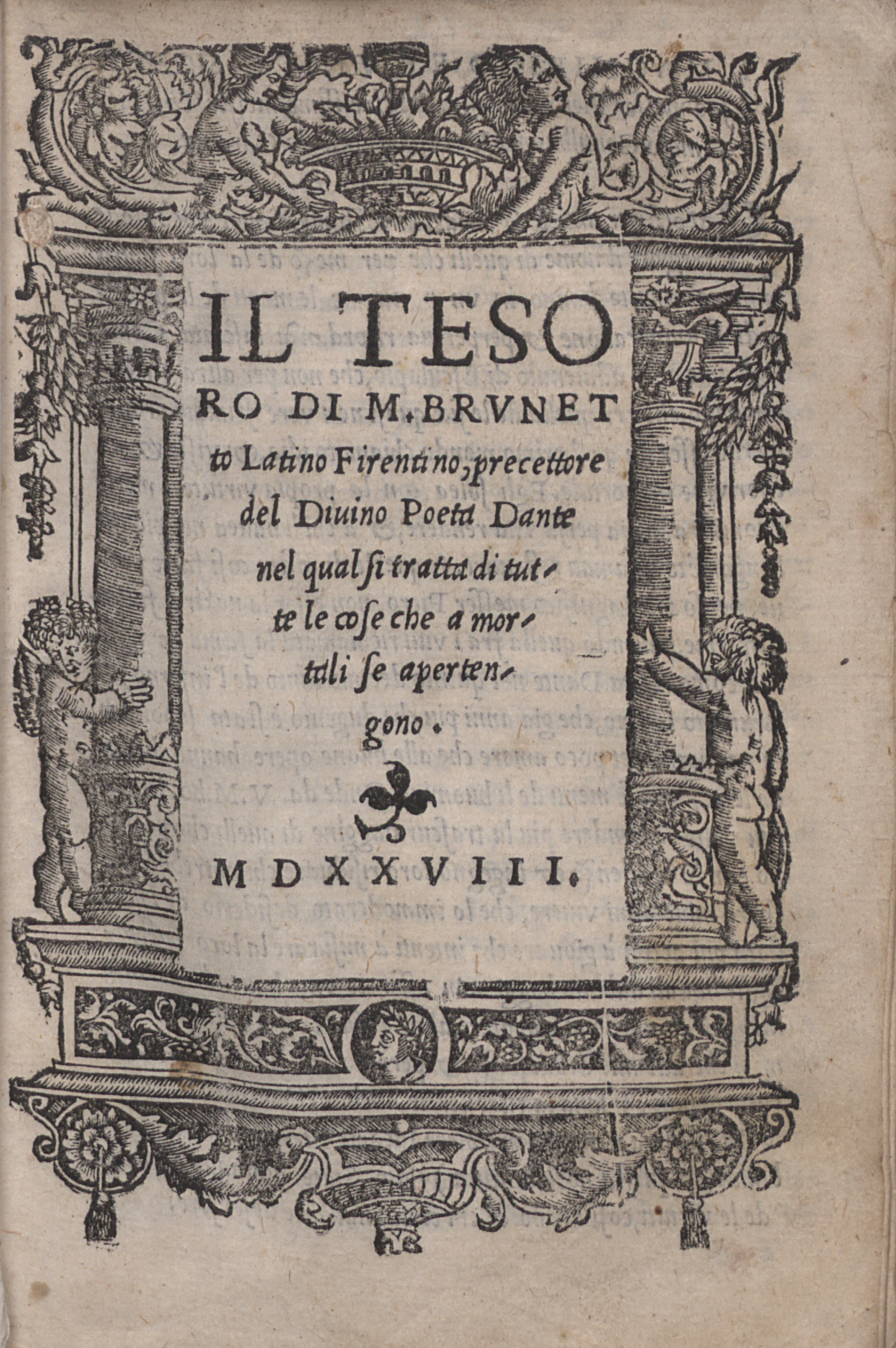
Édition du Livre du Trésor en italien, XVIe siècle.

- (fr) Latini, Brunetto Li livres dou tresor, Collection de documents inédits sur l'histoire de France. Première série, Histoire politique. Paris: Imprimerie Impériale, 1863. Édition de P. Chabaille.
- (it) Livres dou Tresor, Venezia, Giovanni Antonio Nicolini da Sabbio & fratelli, 1528 (lire en ligne)
- (it) il Tesoretto
- (it) il Favolello
- (it) la Rettorica